# جاكوب براون
جاكوب براون (بالإنجليزية: Jacob Brown) (9 مايو 1775 - 24 فبراير 1828) كان ضابط في الجيش الأمريكي في حرب 1812.